# Bertrand de Sartiges
Bertrand de Sartiges (né vers 1260) est un Templier français.

## Biographie
Né au château de Sourniac dit de Sartiges[réf. nécessaire], au nord de Mauriac, il est présumé être un membre de la famille de Sartiges même s'il n'est pas rattaché à la filiation prouvée de cette dernière (1362). Il est reçu en 1279 dans l'ordre des Templiers au château de Tortose (actuelle Tartous, en Syrie) dans la province templière de Tripoli (comté de Tripoli), par le chevalier Aymar de Peyrusse qui en était le preceptor (les « commandeurs » des Templiers étaient ainsi appelés, dans l'idée que la fonction préemptait sur le titre). Au cours même de la cérémonie de réception, après que Bertrand de Sartiges ait fait les promesses réglementaires et reçu le manteau insigne de l'Ordre, mais avant que les rites finaux soient complétés, les Sarrazins attaquèrent la place. Ce baptême du feu précoce contribua à la légende de de Sartiges, qui après de multiples prouesses guerrières revient en France muni d'une glorieuse réputation.
Devenu lui-même preceptor de la commanderie de Carlat (nommée « Cari », diocèse de Clermont-Ferrand, dans le Processus contra templarios, document d'accusation établi par les clercs du pape), il reçoit à son tour de nombreux chevaliers, dont Guillaume Textor du diocèse de Limoges et Guillaume de Masaye du diocèse de Clermont-Ferrand. C'est dans ce poste qu'il se trouve au moment du procès de l'ordre du Temple.
Arrêté avec 90 autres Templiers de sa province, il est interrogé le 7 juin 1309 par Aubert Aycelin de Montaigut, évêque de Clermont, chargé d'instruire contre les Templiers d'Auvergne, et soutient énergiquement l'innocence de l'ordre du Temple sans céder aux tortures. 
Amené à l'abbaye Sainte-Geneviève de Paris, il est choisi le 7 avril 1310 par ses pairs comme l'un des quatre représentants de l'Ordre (Pierre de Bologne procurateur de l'Ordre à Rome, Renaud de Provins preceptor de la maison du Temple d'Orléans, et Guillaume de Chambonnet) chargés de le défendre devant une commission nommée par le pape Clément V.
Le Parchemin de Chinon dévoilé récemment après plus de 600 ans dans les archives secrètes du Vatican révèle que Clément V avait absous les Templiers. Le Processus contra templarios des clercs du pape ne contient aucune déposition de Bertrand de Sartiges - ce qui ne veut pas dire qu'il échappa à la condamnation de Philippe le Bel, car il disparait entièrement de l'histoire après le 17 décembre 1310 et a pu être tué dans la même foulée que les autres défendeurs de l'Ordre. La famille de Sartiges quant à elle, très fière d'un personnage aussi charismatique, lui resta très fidèle. Son credo est que Bertrand de Sartiges "à qui on ne peut reprocher ni aveux ni faiblesses demeura libre après la catastrophe et il passa en Allemagne où il fut admis dans l'Ordre Teutonique".